# オトバンク
株式会社オトバンクは、日本のオーディオブックの製作・販売・管理を行う会社である。日本最大級のオーディオブック配信サービス『audiobook.jp』（旧サービス名称：FeBe）の運営やポッドキャストの制作などを行っている。

## 概要
オトバンクは、上田渉が東京大学在学中の2004年に設立。起業の背景には、緑内障で失明していた祖父の影響があり、目の不自由な人もそうでない人も当たり前のように読書が楽しめる『聴く文化』を作ることを目的にオーディオブックサービスを立ち上げた。現在同社は日本最大級のオーディオブック配信サービス『audiobook.jp』や書籍を音声やニュースで紹介する『新刊JP』の運営を行っている。瀧本哲史がいわゆるエンジェル投資家として設立当初から投資を行っていたことで知られる。
日経ビジネスに日本を元気にする100社に選ばれた。

## 社名の由来
音声コンテンツを中心に扱っていることから、『音の銀行』に由来する。

## 沿革
- 2004年 上田渉が設立
- 2006年 書籍紹介サービス「新刊JP」を開設
- 2007年 オーディオブック配信サービス「FeBe」を開設
- 2009年 日本経済新聞と提携し「聴く日経」の提供を開始
- 2010年 読書エンターテイメントアプリケーション「朗読少女」をリリース
- 2010年 飛行機への音源提供を開始
- 2011年 高速バスへの音源提供を開始
- 2011年 読書エンターテイメントアプリケーション第2弾として「朗読執事」をリリース
- 2012年 トーハンと連携し、サービス上での書籍販売を開始
- 2012年 コミック・ライトノベルの総合情報サイト「ラノコミどっとこむ」を開設
- 2012年 「朗読少女」のダウンロード数100万件を突破
- 2013年 KDDI「auスマートパス」にて、オーディオブックアプリの提供を開始
- 2013年 複合型書店ワンダーコーポレーションと連携し、書店でのオーディオブック展開を開始
- 2014年 オーディオブックの会員数が10万名を突破
- 2014年 クラリオン社のカーナビとの連携を開始
- 2014年 視覚障害者専用ラジオ放送JBS日本福祉放送への音源提供を開始
- 2014年 公共図書館向けのオーディオブック貸し出し事業開始を発表
- 2018年 「FeBe」が「audiobook.jp」に名称変更
- 2018年 無学年制算数学習タブレットRISU 算数を提供するRISU Japan株式会社と、 子育て世代のスキマ時間活用支援を目指し事業提携[4]
- 2021年 「audiobook.jp」がオーディオブック書籍ラインナップ数で日本1位を獲得[3]
- 2022年 「audiobook.jp」の会員数が250万人を突破[5]